# Вешала (Тетово)
Вешала (мкд. Вешала) je насеље у Северној Македонији, у северозападном делу државе. Вешала припадају општини Тетово.

## Географија
Насеље Вешала је смештено у крајње северозападном делу Северне Македоније, близу државне границе са Србијом (4 km удаљености). Од најближег већег града, Тетова, насеље је удаљено 20 km северозападно.
Вешала се налазе у доњем делу историјске области Полог. Насеље је положено у високо положеној долини речице Тетовске пене, подно највиших врхова Шар-планине. Западно од насеља се издиже главно било Шар-планине. Надморска висина насеља је приближно 1.200 метара.
Клима у насељу је планинска због знатне надморске висине.

## Становништво
Вешала су према последњем попису из 2002. године имала 924 становника.
Претежно становништво у насељу су Албанци (99%).
Већинска вероисповест је ислам.